# Rio Rancho
Rio Rancho is een plaats (city) in de Amerikaanse staat New Mexico, en valt bestuurlijk gezien onder Bernalillo County en Sandoval County.

## Demografie
Bij de volkstelling in 2000 werd het aantal inwoners vastgesteld op 51.765.
In 2006 is het aantal inwoners door het United States Census Bureau geschat op 71.607, een stijging van 19842 (38.3%).

## Geografie
Volgens het United States Census Bureau beslaat de plaats een oppervlakte van
190,4 km², waarvan 190,2 km² land en 0,2 km² water.

## Plaatsen in de nabije omgeving
De onderstaande figuur toont nabijgelegen plaatsen in een straal van 16 km rond Rio Rancho.